# ミラグワーヌ郡

ミラグワーヌ郡
Miragwàn

ミラグワーヌ郡（ミラグワーヌぐん、ハイチ語: Miragwàn、フランス語: Miragoâne）はハイチ南部、ニップ県東部の郡。北東に西県レヨガーヌ郡、南東に南東県ベネ郡、南に南県アカン郡、西にアンサヴォー郡と接し、北はラゴナーヴ湾に臨む。
東部にミラゴアーヌ、北西部にチ・リヴィエ・デ・ニップ、西部にパイヤン、南西部にフォンデネグの4つのコミーンが置かれている。郵便番号は74から始まる。

## 脚註
1. 1 2  “Haiti: administrative units, extended”.   GeoHive.com. 2016年10月5日時点のオリジナルよりアーカイブ。2021年8月9日閲覧。
2. ↑  “POPULATION TOTALE, POPULATION DE 18 ANS ET PLUS MÉNAGES ET DENSITÉS ESTIMÉS EN 2015” (pdf).   l’Institut Haïtien de Statistique et d’Informatique (IHSI). pp. 16 - 17 (2015年3月). 2021年8月9日閲覧。